# П'єтро Доменіко Парадізі
П'̀єтро Дом̀еніко Парад̀ізі (італ. Pietro Domenico Paradisi, також відомий як Pier Domenico Paradies; Неаполь 1707 — Венеція 25 серпня 1791) — італійський композитор та викладач.

## Життя та праця
П'єтро Доменіко Парадізі певно був учнем Ніколи Порпора, його перші композиторські праці були присвячені театру.
У 1746 році він переїхав до Лондона, де був відомий як викладач клавесину та співу. В 1770 році повернувся в Італію.

### Вокальні та інструментальні твори
Вважається, що він завдячує славою своїм клавесиновим творам. 
Його композиторський стиль знаходився під впливом Алессандро та Доменіко Скарлатті. Найвідомішими його творами є 12 сонат для клавесина (Sonate di gravicembalo) (Лондон 1754). Особливо знамените Алегро з сонати VI Ля мажор, ще відоме як Toccata in la per arpa sola (Токата у ля для арфи соло), яке має значну дискографію.
Парадізі є автором концертів для органу або клавесина, п'єс для клавесина, арій та кантат.

### Стиль
В той час коли його оперна творчість не відрізняється особливою виразністю, інструментальні композиції характеризуються еклектичним, опорядженим та витонченим стилем, багатою фантазією, віртуозністю та структурною чіткістю.

### Театральні твори
- 1738 Лукка — Alessandro in Persia (Александр у Персії)
- 1740 Венеція — Il Decreto del Fato
- 1740 Венеція — Le Muse in gara
- 1747 Лондон — Fetonte
- 1751 Лондон — La forza d’amore (Сила кохання)
- Antioco

## Зовнішні посилання
- Партитури Парадізі [Архівовано 7 березня 2012 у Wayback Machine.]
- Werner Icking Music Archive: Paradies (партитури та міді)